# David Johnston

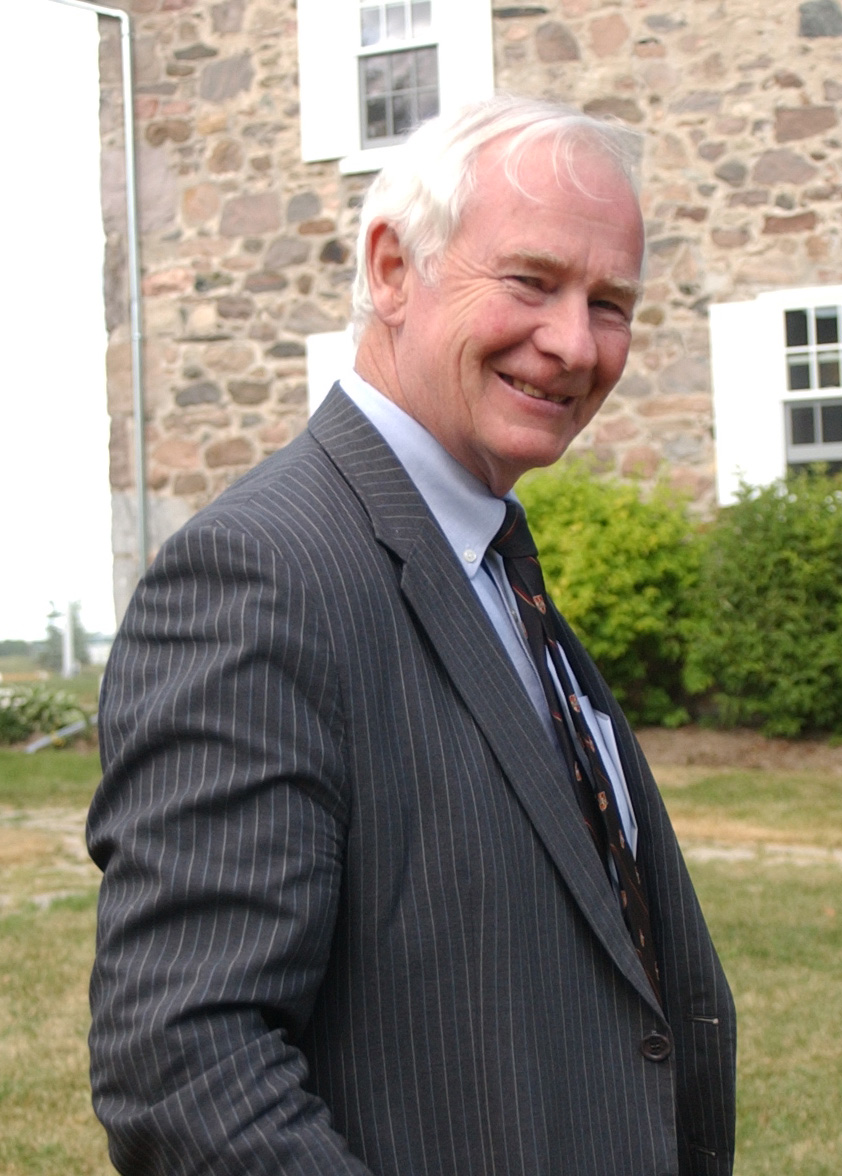
David Johnston im Juli 2007

Unterschrift von David Johnston

David Lloyd Johnston, CC (* 28. Juni 1941 in Sudbury) ist ein kanadischer Rechtswissenschaftler und Autor. Johnston war vom 1. Oktober 2010 bis zum 1. Oktober 2017 der 28. Generalgouverneur von Kanada. Zuvor war er Rektor der McGill University und Präsident der University of Waterloo.

## Biografie
Johnston, der Sohn des Besitzers eines Haushaltswarenladens, ging in Sault St. Marie zur Schule. Er studierte Recht an der Harvard University und schloss 1963 als Bachelor of Arts ab. Während seiner Zeit in Harvard war er Kapitän von Harvard Crimson, der Eishockey-Mannschaft der Universität; zweimal wurde er ins All-American-Team aufgenommen. Er befreundete sich mit Erich Segal – die Figur Davey in Segals Bestseller-Roman Love Story basiert auf Johnston.
1965 schloss Johnston an der University of Cambridge als Bachelor of Laws ab, im darauf folgenden Jahr an der Queen’s University in Kingston. 1966 begann er an der Queen’s University als Assistenzprofessor zu arbeiten und wechselte zwei Jahre später zur University of Toronto, wo er vollamtlicher Professor wurde. Von 1974 bis 1979 amtierte er als Dekan der Rechtsfakultät der University of Western Ontario. Anschließend folgte die Ernennung zum Rektor der McGill University in Montreal. Nach fünfzehnjähriger Amtszeit verblieb er dort als Rechtsprofessor, bis ihn die University of Waterloo 1999 zu ihrem Präsidenten ernannte. Seine wissenschaftlichen Publikationen befassen sich mit Finanzmarktregulierung, Unternehmensrecht, Public Policy und dem Recht im Bereich der Informationstechnologie. Johnston ist verheiratet und hat fünf Töchter.
Im Fernsehen war Johnston Moderator verschiedener politischer Debatten, erstmals vor der Unterhauswahl 1979 bei der Debatte zwischen den Parteivorsitzenden Pierre Trudeau, Joe Clark und Ed Broadbent. Fünf Jahre später leitete er vor der Unterhauswahl 1984 die Debatte zwischen Brian Mulroney, John Turner und Ed Broadbent. 1987 führte er vor der Provinzwahl in Ontario die Debatte zwischen David Peterson, Bob Rae und Larry Grossman. Johnston leitete ab Ende der 1980er Jahre im Auftrag von Bundes- und Provinzregierungen mehrere Kommissionen, vor allem im Bereich der Informationstechnologie. Daneben gehörte er den Verwaltungsräten mehrerer Unternehmen an, unter anderem Fairfax Financial, CGI, Spar Aerospace, Seagram und Canada Trust.
Am 8. Juli 2010 ließ Premierminister Stephen Harper verlauten, dass Königin Elisabeth II. seinen Vorschlag, Johnston zum Generalgouverneur zu ernennen, angenommen habe. Am 1. Oktober 2010 trat er die Nachfolge von Michaëlle Jean an. Durch die Vereidigung zum Generalgouverneur wurde er Erster Genosse (englisch „Principal Companion“) des Order of Canada, der höchsten kanadischen Auszeichnung für Zivilpersonen, sowie Oberbefehlshaber der kanadischen Streitkräfte (protokollarisch: „Commander-in-Chief of Canada“). Dadurch war er berechtigt, den Titel His Excellency The Right Honourable zu tragen.

## Hauptwerke
- Cases and Materials on Corporate Finance and Securities Law (1967)
- Computers and Law (1968)
- Cases and Materials on Company Law (1969)
- Cases and Materials on Securities Law (1971)
- Business Associations (1979)
- Canadian Companies and the Stock Exchange (1980)
- Canadian Securities Regulation (1982, 2003, 2006)
- Partnerships and Canadian Business Corporations, Bände 1 und 2 (1983, 1989, 1992)
- If Quebec Goes … The Real Cost of Separation (1995)
- Getting Canada On-line: Understanding the Information Highway (1995)
- Cyberlaw (1997)
- Communications in Law in Canada (2000)
- Halsbury’s Law of Canada (2007)